# Duitse Orde
De Duitse Orde (Latijn: "Ordo domus Sanctæ Mariæ Theutonicorum Hierosolymitanorum") was een kruisridderorde die ontstond in de nadagen van de Derde Kruistocht (1189-1192). In navolging van de Engelse benaming, die op de Latijnse is gebaseerd, wordt de Duitse Orde ook wel Teutoonse Orde genoemd en haar ridderschap Teutoonse ridders.
De orde behoorde tot de Milites Christi, de legers van Christus, die de regels van het katholieke geloof, zoals voorgeschreven vanuit de kerkelijke hoofdstad Rome, met de wapens voor de paus wilden handhaven en verbreiden. Andere, vergelijkbare milities waren de Tempeliers en de Maltezers. Nadat het de rooms-katholieken bij de Derde Kruistocht niet was gelukt om Jeruzalem met militair geweld op de heersers te heroveren, kreeg de orde nieuwe opgaven: de gewelddadige kerstening van bewoners die de grondgebieden van Pruisen en Lijfland bevolkten. In de 16e en het begin van de 17e eeuw zetten ze zich ervoor in de sterke beweging van de Reformatie neer te slaan en vochten ze tegen het Ottomaanse Rijk.
Het centrale archief van de orde bevindt zich in Wenen. In Nederland bestaat er sinds de middeleeuwen een balije van de Orde. Deze balije werd na de Reformatie protestants en wordt de balije van Utrecht genoemd. De commanderijen in zuidoostelijk Nederland vielen onder de balije Biesen, nabij Maastricht, ze werden door rooms-katholieke ridders bemand.

## Organisatie

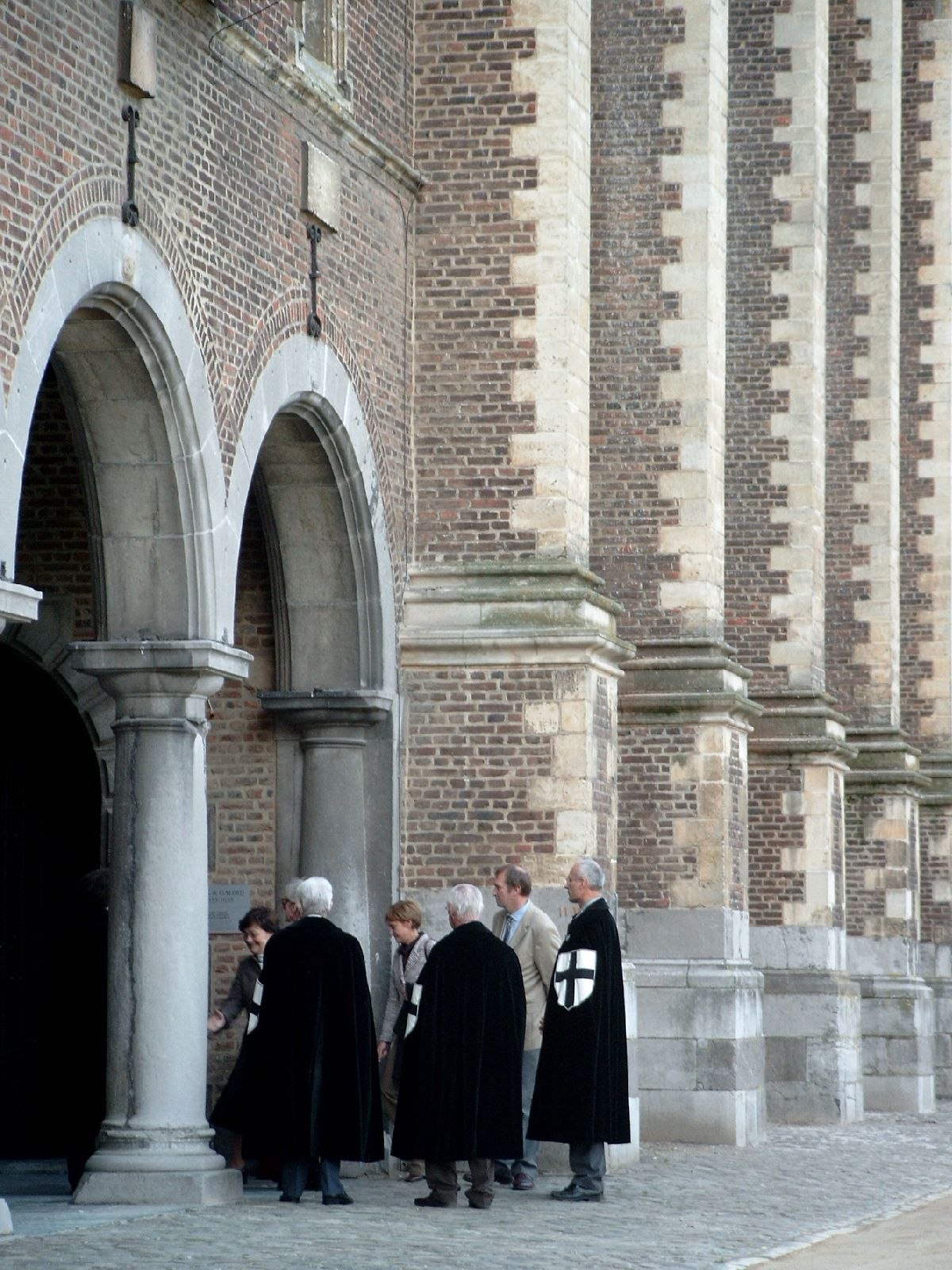
De Duitse Orde te Alden Biesen - Bilzen

De Duitse Orde ontstond in 1189 als een gemeenschap van monniken. Telgen van hoogadellijke families die buiten de kring van erfopvolging vielen, kregen de leiding, meestal tegen de achtergrond de belangen van de familie door te zetten bij het beheer van de landgoederen die kloosters en abdijen in hun bezit hadden gekregen op grond van leenovereenkomsten. Ze legden de geestelijke gelofte af met als bijzondere opdracht om heidenen met militante middelen te bekeren. Gewijde priester-monniken waren belast met de zielszorg. Dienstbroeders zonder wijding hadden alleen een gelofte tot dienstbaarheid afgelegd. Het eerste nagestreefde doel betrof het militair beveiligen van de op de niet-katholieken veroverde gebieden in het Heilig Land, de vrijwaring van de heilige plaatsen en daarnaast verzorging en verpleging van gewonde en zieke kruisvaarders. Aan het hoofd van de Duitse Orde stond een grootmeester, in het Duits: 'Hochmeister'. De drie verschillende provincies van de Orde – Pruisen, Lijfland en het Heilige Roomse Rijk, anders gezegd het middeleeuwse Duitse Rijk – werden bestuurd door drie zogenaamde landmeesters, zij het onder het oppergezag van de grootmeester. In de gebieden van het Duitse Rijk waar de Orde haar bezittingen had, heette de landmeester "Deutschmeister" (Duitsmeester).
In tegenstelling tot de Tempeliers en de Orde van Malta (Hospitaalridders) was de Duitse Orde van meet af aan verbonden met de ridderschap uit het Heilige Roomse Rijk. Het initiatief had weliswaar bij kooplieden uit de Hanzesteden Lübeck en Bremen gelegen, in het vervolg werden alleen edelen opgenomen uit het middeleeuwse Duitse Rijk, dat vele vorstendommen en steden omvatte, waaronder ook de Nederlanden, Bohemen, Lotharingen en de oostelijke delen van de huidige regio Bourgondië (zie hertogdom Bourgondië). De toegelaten edelen kwamen uit dat gehele rijk, maar toch vooral uit Westfalen.
In Duitsland en Oostenrijk verloor de Orde haar laatste politieke betekenis aan het einde van de Eerste Wereldoorlog en bestaat ze nu nog deels voort als een rooms-katholieke orde met charitatieve doelen. In Nederland bestaat sinds de Reformatie de Ridderlijke Duitsche Orde in de protestantse Balije Utrecht als een charitatieve instelling.

## Ontstaan en groei van de Duitse Orde
Op het einde van de 12e eeuw ontstond naast de Tempeliers en de Hospitaalridders een derde geestelijke militaire ridderorde uit het Heilige Roomse Rijk, al gauw kortweg genoemd de Duitse Orde. Zij richtten in 1190, na de inname van Akko, binnen de muren van deze havenstad en toegang tot het Heilige Land, een vast hospitaal opgericht bij Akko in, speciaal voor de verzorging van kruisvaarders uit het Duitse Rijk bij de Derde Kruistocht. Er traden al vlug andere leden toe. Zij genoten de bescherming en de gunst van keizer en paus en in 1196 ontvingen zij de algemene ordeprivileges en mochten zich een ridderorde noemen met de daaraan verbonden voordelen.
De volledige naam van de organisatie luidde: Ordo fratrum hospitalis sanctae Mariae Theutonicorum Ierosolimitanorum (de orde van de broeders van het hospitaal van de heilige Maria der Duitsers in Jeruzalem), kortweg aangeduid met 'de Duitse Orde'. In 1221 werden zij door de leiding van de Rooms-Katholieke Kerk, gezeteld in de Kerkelijke Staat met als hoofdstad Rome, gelijkgesteld aan de geestelijke ridderorden van de Tempeliers en Johannieters, wat inhield dat zij direct onder het pauselijk gezag kwamen te staan en vrijstelling genoten, met andere woorden onttrokken waren aan de feodale en diocesane hiërarchie. Het centrale hoofd van de Orde, de grootmeester, was enkel ondergeschikt aan de paus en vooral gebonden aan de beslissingen van het Generaal Kapittel.
Dat privilege betekende dat de wereldlijke heersers de Duitse Orde geen belastingen konden opleggen. Toch was de verleiding groot om dat wél te doen. De Duitse Orde heeft vaak moeten toegeven aan de druk van de vorsten. De balijen moesten ook veel geld afdragen aan de grootmeester, ook wel aangeduid als Hoogmeester en Duitsmeester, die daarmee onder andere de strijd tegen de ongelovigen financierden. De ridders moesten een gelofte van armoede, gehoorzaamheid en kuisheid afleggen. Hun bezittingen en nalatenschap viel de orde toe. In de 16e en 17e eeuw hielden, om te beginnen de protestantse, commandeurs en hun edelen zich niet meer aan deze gelofte en het van hen verwachte celibaat.
Al voordat de christelijke verovering van het Heilige Land tot staan kwam en in 1291 de christelijke legers zich definitief moesten terugtrekken, verloor de Orde veel van haar oorspronkelijke werkterrein in wat tegenwoordig Zuidoost-Turkije, Syrië en Libanon is. Zij richtte zich op de enorme bezittingen die zij inmiddels had verworven in Spanje, Hongarije (in Transsylvanië, in het Duits Siebenburgen, Zevenburgen genaamd) en uiteraard overal in het Duitse Rijk in de eerste helft van de 13e eeuw onder het grootmeesterschap van Herman von Salza. In de traditie van de feodaliteit stelde zij zich ten dienste van wereldlijke vorsten, in ruil voor schenkingen van land waarop zij haar burchten als steunpunten kon inrichten. Zo volgde een periode van expansie: binnen een eeuw wist de Duitse Orde uit te groeien tot 300 afzonderlijke zogeheten balijen of provincies. Dit was te danken aan de bemiddeling die zij kon verlenen in de voortdurende machtsstrijd tussen de keizers van het Heilige Roomse Rijk en de paus, en in de hulp die zij gaf bij de verdediging tegen heidense volken die vanuit het zuid- en het noordoosten de christelijke rijken, met name Hongarije en Polen, van tijd tot tijd binnenvielen. Met name de hoogste leider, de grootmeester Herman van Salza (1170 – 1239) behoorde tot de invloedrijkste mannen van zijn tijd, vooral door zijn grote diplomatieke gaven. Deze grootmeester legde de basis van de Duitse Ordestaat, het latere hertogdom Pruisen, en van de latere hertogdommen Lijfland en Koerland (nu tezamen Letland met een deel van Estland).
De orde dankte haar snelle bloei ook aan de verzorging van zieken, waarmee zij in het Heilige Land was begonnen tijdens de kruistochten en waarvoor zij bij de Arabieren, de Joden en de Byzantijnen ter plaatse expertise had opgedaan. Na vertrek uit deze contreien nam zij haar ervaringen mee naar Europa en dan met name ten behoeve van de groeiende stedelijke gemeenschappen. Vele adellijke en religieuze schenkers lieten geld na voor de bouw van een ziekenhuis of infirmerie dat beheerd diende te worden door de Duitse Orde.
De Utrechtse balije van de orde heeft een klein hospitaal in Utrecht beheerd, maar al snel werd de verpleging van zieken overgelaten aan de daarin bekwamere Johanniters. In de Utrechtse balije was de charitas eeuwenlang ondergeschikt aan het militaire streven van de Duitse Orde die in de conflicten met de Turken aan de christelijke zijde meevocht.

## De structuur en hiërarchie van de Duitse Orde
In de middeleeuwen heeft de Duitse Orde zich organisatorisch georiënteerd op de Orde van Sint-Jan (de hospitaalridders) en de Orde van de Tempel (Tempeliers). Net als in deze orden waren de ridders en geestelijke leden absolute gehoorzaamheid verschuldigd aan de Grootmeester. De grootmeester zelf was alleen onderworpen aan het gezag van de paus. De Duitse Orde moest vanwege de zeer uitgestrekte bezittingen en de grote afstanden gebruikmaken van drie bestuurslagen.
- De orde als geheel werd door de grootmeester bestuurd. Hij resideerde eerst in Akko, daarna in Venetië en vanaf 1308 in de Mariënburg in de Duitse Ordestaat aan de Oostzee. Eenmaal per jaar werd een Generaal Kapittel van de Duitse Orde bijeengeroepen waarin de statuten, het beleid en benoemingen werden besproken.
- In de Duitse en Waalse landen was na 1235 de eerstverantwoordelijke bestuurder de Duitsmeester die in de burcht Horneck aan de Neckar en later in Mergentheim resideerde. Ook de Duitsmeester hield met de aan hem ondergeschikte landcommandeurs een jaarlijks Generaal Kapittel. Na 1643 begon de landcommandeur in Utrecht zich steeds meer aan het gezag van de Duitsmeester te onttrekken. De generale kapittels werden niet meer bezocht en de Nederlandse landsheer benoemde de Utrechtse coadjutoren.
- De Duitse Orde was regionaal georganiseerd in balijen. Aan het hoofd van deze balijen stond een landscommandeur.
- Een balije bestond uit een hoofdhuis zoals Alden Biesen of het Duitse Huis in Utrecht en een aantal door commandeurs beheerde kleinere 'huizen'. De landscommandeur riep als overste van zijn balije zijn commandeurs geregeld bijeen voor een kapittel. Als rechterhand en vervanger van de landscommandeur kon uit het kapittel een opvolgingsgerechtigde coadjutor worden gekozen.
- Een commanderij van de Duitse Orde omvatte verschillende versterkte en weerbare huizen. Daarin woonden de leden die te verdelen zijn in ridderbroeders (de meest talrijke groep), priesterbroeders en de (knechten/schildknapen) of lekenbroeders. De priesters die de kerken van de Duitse Orde bedienden waren niet altijd tevens lid van de Duitse Orde; zij waren nodig omdat aan de priesterbroeders vaak de voor sacramentsbedieningen nodige wijding ontbrak.

Verder waren er nog vermogende leken die zich in dienst van de orde begeven hadden met hun bezit en hun daadwerkelijke inzet voor charitatieve inspanningen. Geheime broeders, halfbroeders, halfzusters en proveniers waren ook bij de Orde betrokken. Vanaf hun veertiende jaar konden ook, soms al als klein kind ingeschreven, jonge riddermatige edelen als toekomstige leden van de Duitse Orde aantreden. Deze edelexpectanten of ridderexpectanten, ook wel jonkheren genoemd, moesten dan ten minste twee jaar in het buitenland een christelijke heerser of een andere landcommandeur dienen. Pas wanneer een commanderijplaats beschikbaar was, kon zo'n rekruut de accolade of ridderslag ontvangen.

## De staat van de Duitse Orde

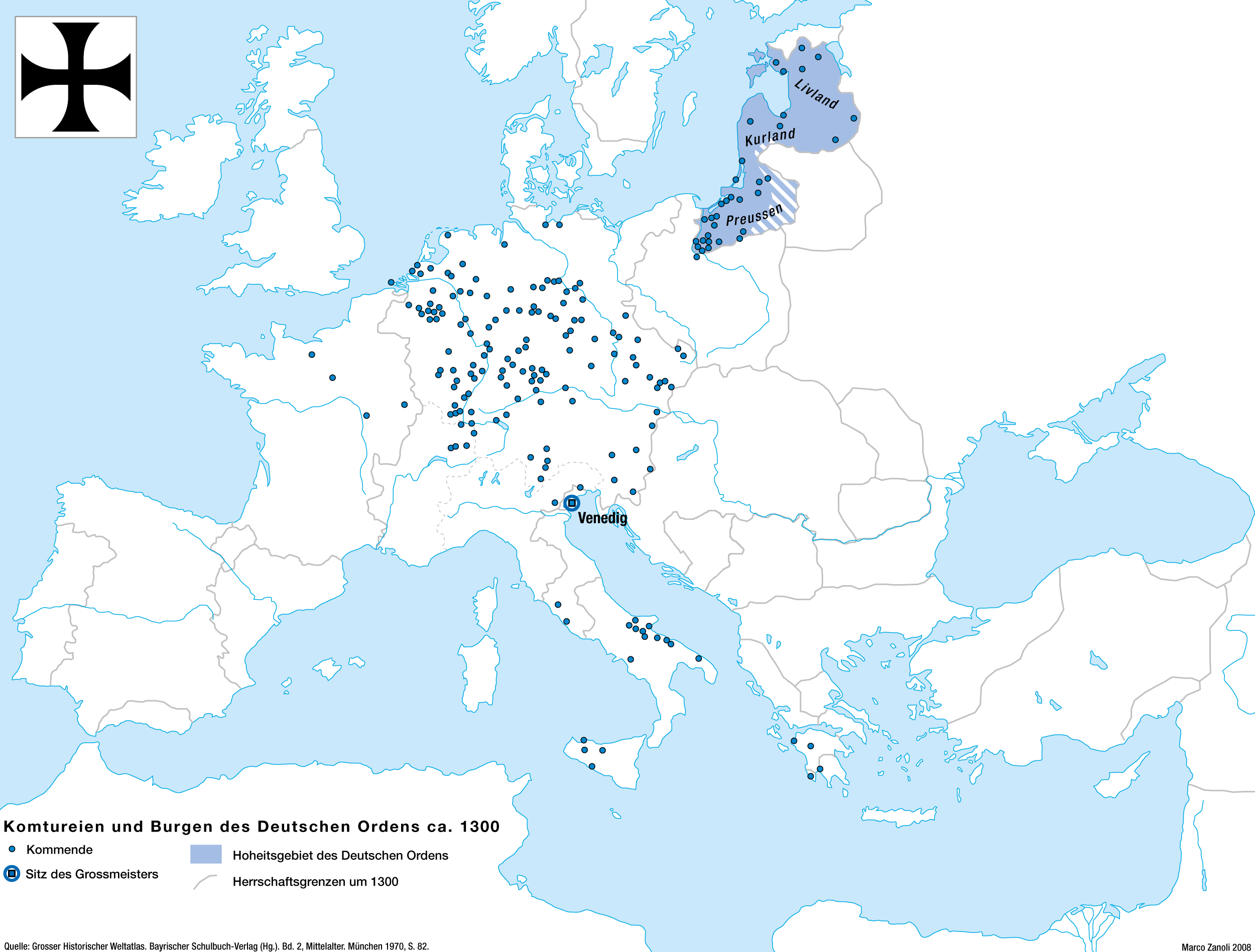
Staat en commanderijen van de Duitse Orde in 1300

Toen het Heilige Land niet langer het centrum van de bemoeienissen kon zijn, deed zich een nieuw centraal werkterrein voor. De Poolse hertog Koenraad van Mazovië riep in 1226 de hulp in van de ridderbroeders in de strijd die hij aan de noordgrens van zijn hertogdom voerde tegen de (Oude) Pruisen, een groep stammen die een Baltische taal spraken. Zij ondernamen met succes roof- en veroveringstochten in de Poolse gebieden, en wezen bekeringspogingen tot het christendom af. In 1220 hadden de Pruisen zich met machtige Litouwse vorsten verbonden en was hun expansie bedreigend geworden voor christelijk gebied. Hertog Koenraad riep nu de hulp in van de ridders van de Duitse Orde en beloofde daarvoor het noordwestelijke deel – Kulmerland – van zijn hertogdom in leen af te staan. De ridders begonnen daarop met de aanleg van een burcht nabij Thorn in 1223. Dit was het begin van de stichting van burchten naar het model van de Kruisvadersburcht in het Heilige Land. Van hieruit werd het omringende land bestuurd en militair gecontroleerd.
Het gebied van de Duitse Orde werd op een voor de 13e eeuw uitzonderlijk rationele manier georganiseerd: een net van verkeers- en communicatiewegen met op regelmatige afstanden burchten als militaire en bestuurlijke steunpunten, waarin een modern aandoende ambtenarenkaste met strak omschreven plichten en bevoegdheden de dienst uitmaakte. Bij hun burchten werden kleine steden opgericht ter bevordering van handwerk en handel. Tussen de steden/burchten werd een netwerk van wegen aangelegd. Tollen, belastingheffingen, een gezamenlijke munt, beschermde opslagschuren voor handelswaar en kwaliteitsverplichtingen voor handwerkslieden lieten de steden bloeien, hoewel deze, op enkele na, een bescheiden omvang behielden als centrum van een klein plattelandsgebied. De overmaat aan regelzucht en controle zou spanningen oproepen tussen de steden en de Orde, met name in de grotere steden, zoals Danzig, Thorn en Elbing, die naar zelfstandigheid gingen streven. De architectuur van burchten en steden, met name de kerken en stadhuizen, verwijst naar West-Europa, als eerste naar de Duitse landen maar ook naar Frankrijk en Engeland. Tegelijk kregen deze centra een economische functie die werd vormgegeven in stadsvestigingen 'aan de voet' van de burchten. De bevolking voor deze stadsvestigingen kwam uit het Heilige Roomse Rijk, dat ook het huidige Nederland en België omvatte. De naam van de stad Preussisch Holland, getuigt daar nog van, of beter getuigde daarvan want in 1945 werd zij omgedoopt tot Pasłęk. Hiermee is zij een voorbeeld geworden van de verwijdering van de Duitse Orde uit het historisch bewustzijn.
In 1234 bevestigde paus Gregorius IX aan de Duitse Orde de heerschappij over Kulmerland en alle nog in het noorden en oosten te veroveren Pruzzische gebieden. Hierbij zou de orde direct en uitsluitend aan het geestelijke gezag van de paus onderworpen zijn. De Duitse keizer Frederik II reageerde hierop met de Gouden Bul van Rimini, geschreven in 1235 maar geantedateerd 1226, waarop hij deze zelfde gebieden als deel van het Duitse Rijk noemde. Zij zijn echter nooit als zodanig erkend. Deze feitelijke onttrekking van de gebieden van de orde aan het gezag van de Poolse hertog Koenraad, en dus ook van zijn leenheer de Poolse koning, zou een soevereiniteitskwestie scheppen die pas in de 15e eeuw beslecht zou worden met de verovering door de Poolse koning van het gebied van de Orde. Dit was niet alleen het in voorlopige bescherming genomen Kulmerland, maar ook het gebied van de Pruisen dat de Orde veroverd had.
Na een langdurige oorlog die vanaf 1433 woedde en op het laatst de meeste steden aan de zijde van de Poolse koning bracht, moest de laatste grootmeester bij vredesverdrag (Tweede Vrede van Thorn) in 1467 de helft van zijn gebied afstaan, terwijl hij de andere maar economisch veel armere helft mocht behouden. Hij seculariseerde dit restant van de staat van de Duitse Orde tot het hertogdom Pruisen. Hij werd zelf de eerste hertog en moest de Poolse koning voorlopig als zijn leenheer erkennen.

### Lijflandse Orde
Tijdens de Lijflandse Kruistocht werd Lijfland door de Orde van de Zwaardbroeders en de bisschop van Riga veroverd. In 1228 sloot de pauselijk legaat Willem van Modena, gevolmachtigd pauselijk gezant voor de Baltische gebieden, een compromis tussen de bisschop en de Orde. Hierbij werd aan de orde twee derde en aan de bisschop van Riga een derde van het gebied toegewezen. In 1237 werd de Orde van de Zwaardbroeders opgenomen in de Duitse Orde. Deze nieuwe tak van de Duitse Orde heette officieel de Domus Sanctae Mariae Theotonicorum in Livonia en kortweg de Lijflandse Orde. Hiermee verkreeg de orde een groot territorium van Dantzig (het huidige Gdańsk) tot Reval (Tallinn). Het was in de middeleeuwen zeer uitzonderlijk dat een geestelijke orde een eigen land bezat van een dergelijke grootte. Een verdere oostwaartse expansie, waarbij het oosters-orthodoxe Rusland onder het gezag van Rome gebracht zou moeten worden, werd in 1242 gestuit door Alexander Nevski in de Slag op het IJs, waarmee deze een legendarische Russische held en heilige werd. Hij had de expansie van het westerse christendom tot staan gebracht, althans voorlopig want in de 16e en 17e eeuw zou een continue druk vanuit het oosten blijven bestaan met tijdelijke veroveringen en veel verwoesting. Dit ging door totdat in de 18e eeuw de permanente inlijving van deze gebieden door Rusland een feit werd.
De bloeitijd van de orde was van 1309 tot 1410. In deze tijd bestond de volgende onderverdeling:
- Pruisen onder leiding van de grootmeester
- Lijfland onder leiding van de Meester van Lijfland
- De balijen in het Duitse Rijk, de Nederlanden inbegrepen, onder leiding van de Duitsmeester
- Daarnaast waren er nog balijen buiten het Duitse Rijk, voornamelijk in het gebied rond de Middellandse Zee, daterend uit de tijd vóór de 14e eeuw.

## Kolonisatie door adel, stadsburgers en boeren uit de Duitse landen

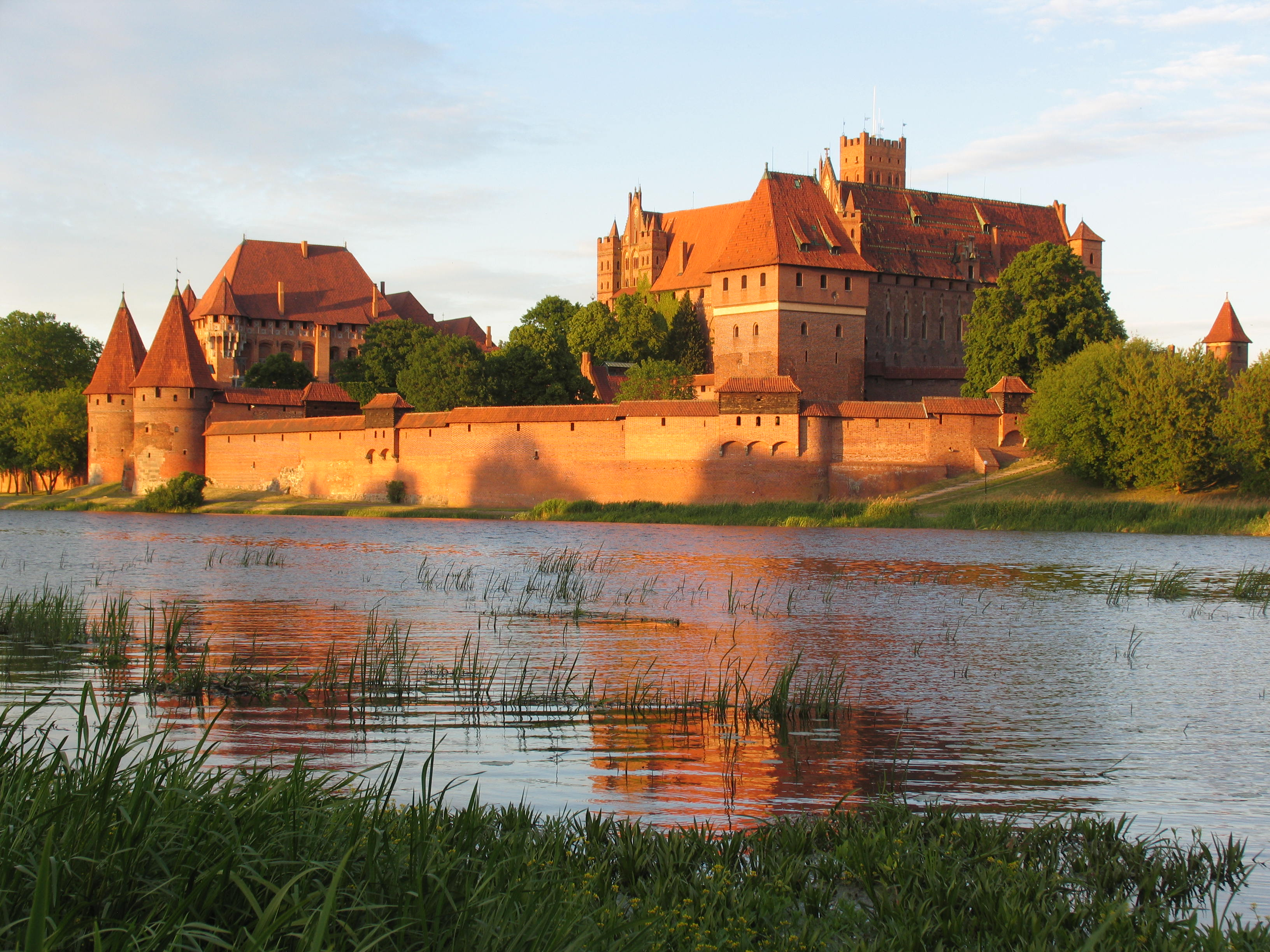
Slot Mariënburg (Malbork)

Van Thorn uit veroverden de ridders de rechter oever van de Weichsel en namen zij de Pruisische aarden ringburchten in om ze tussen 1234 en 1338 in steen te versterken. In 1252 kwam als voorlopig laatste burcht die van Memel. In langzamer tempo werd het stelsel van burchten verdicht en een verbindend wegennet aangelegd. De Pruisen waren in 1283 definitief verslagen en toen werd Slot Mariënburg het bestuurlijk centrum van de hoofdmeester onder de naam 'Sancmarienburch'. In 1309 werd de hoofdzetel voor alle provincies verlegd van Venetië naar Mariënburg, een van de grootste gotische burchten van Midden-Europa.

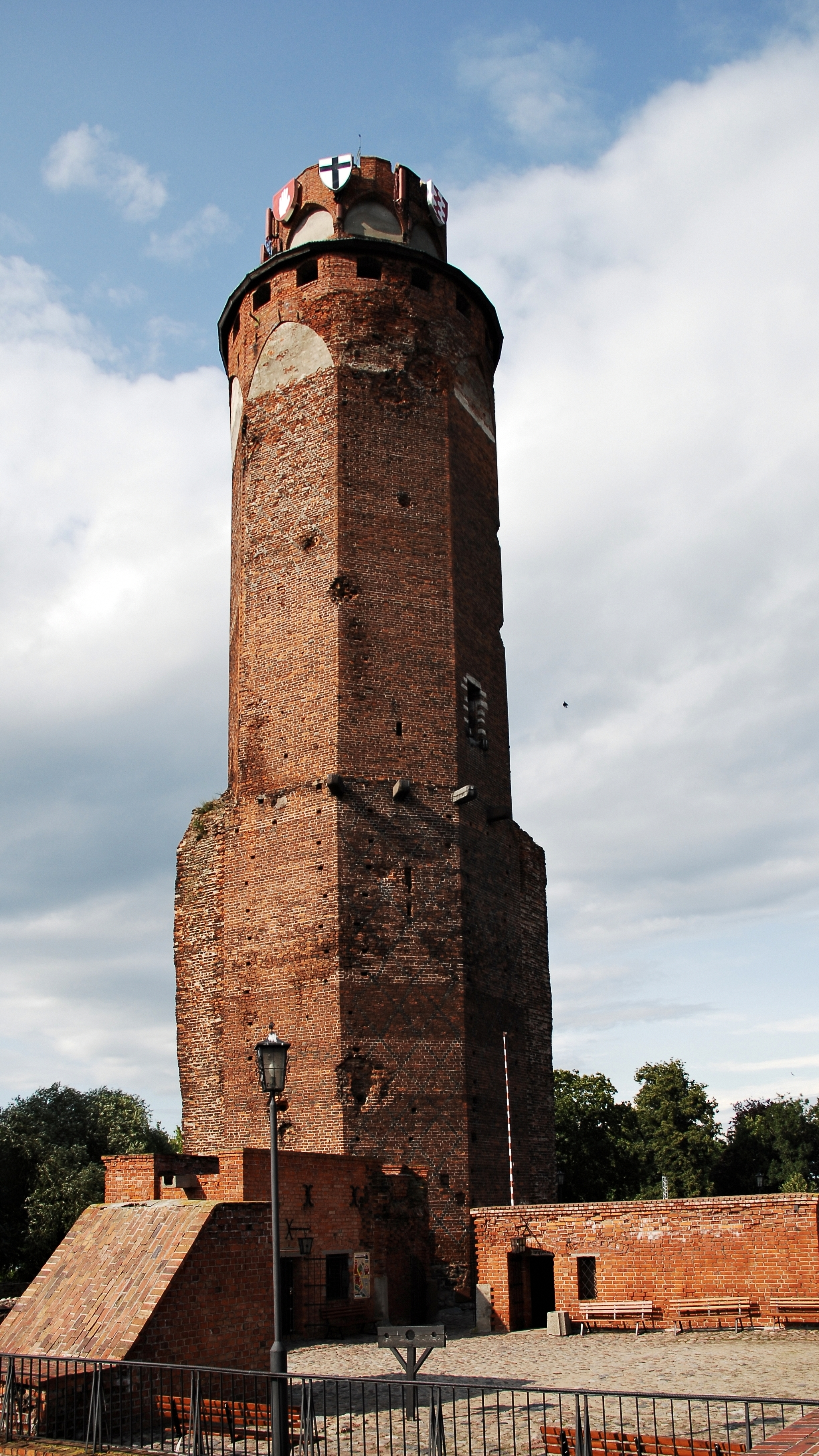
Kasteeltoren in Brodnica

Tot omstreeks 1400 zijn nog tientallen kleinere burchten opgericht als steunpunten die het totaal op 1.400 brachten. Gedurende dit proces waren de Pruisen na enkele heftige opstanden in 1283 definitief onderworpen door de Orderidders, daarin bijgestaan door edelen uit Engeland en Frankrijk die in de kerstening van de heidense Pruisen een nieuwe heilige opdracht (en ook vaak een adellijke sport) zagen. Immers de bul van 1171 van paus Alexander III Non parum animus noster gaf aan de kruisridders een vrijgeleide om zowel naar hartenlust en wanneer het zo uitkwam tegen de Turken als op de Baltische volkeren te gaan jagen. In deze strijd is een groot deel van de Pruisen omgekomen of naar de met hen verwante Litouwers gevlucht. Stamhoofden die zich onder het gezag van de Duitse Orde schikten, behielden hun positie en zouden een basis gaan vormen voor de latere Pruisische landadel (zie daarvoor ook Junker). De punctuele administratie van de Orderidders geeft voor het jaar 1400 de volgende bevolkingssamenstelling: 140.000 Pruisen, 100.000 'Duitsers' en 20.000 Polen, die laatsten voornamelijk in het Kulmerland. De eerste twee bevolkingsgroepen zijn in de 17de eeuw met elkaar samengesmolten waarbij de naam van de Baltische Pruisen zou overgaan op de gehele Duitstalig geworden bevolking: Pruisen. Deze naam zou in de 18e eeuw zelfs de naam worden van alle onderdanen van het koninkrijk Pruisen dat vanuit zijn kerngebied Brandenburg-Berlijn zich vooral uitbreidde over grote delen van westelijk Duitsland tot aan de grens met Nederland.

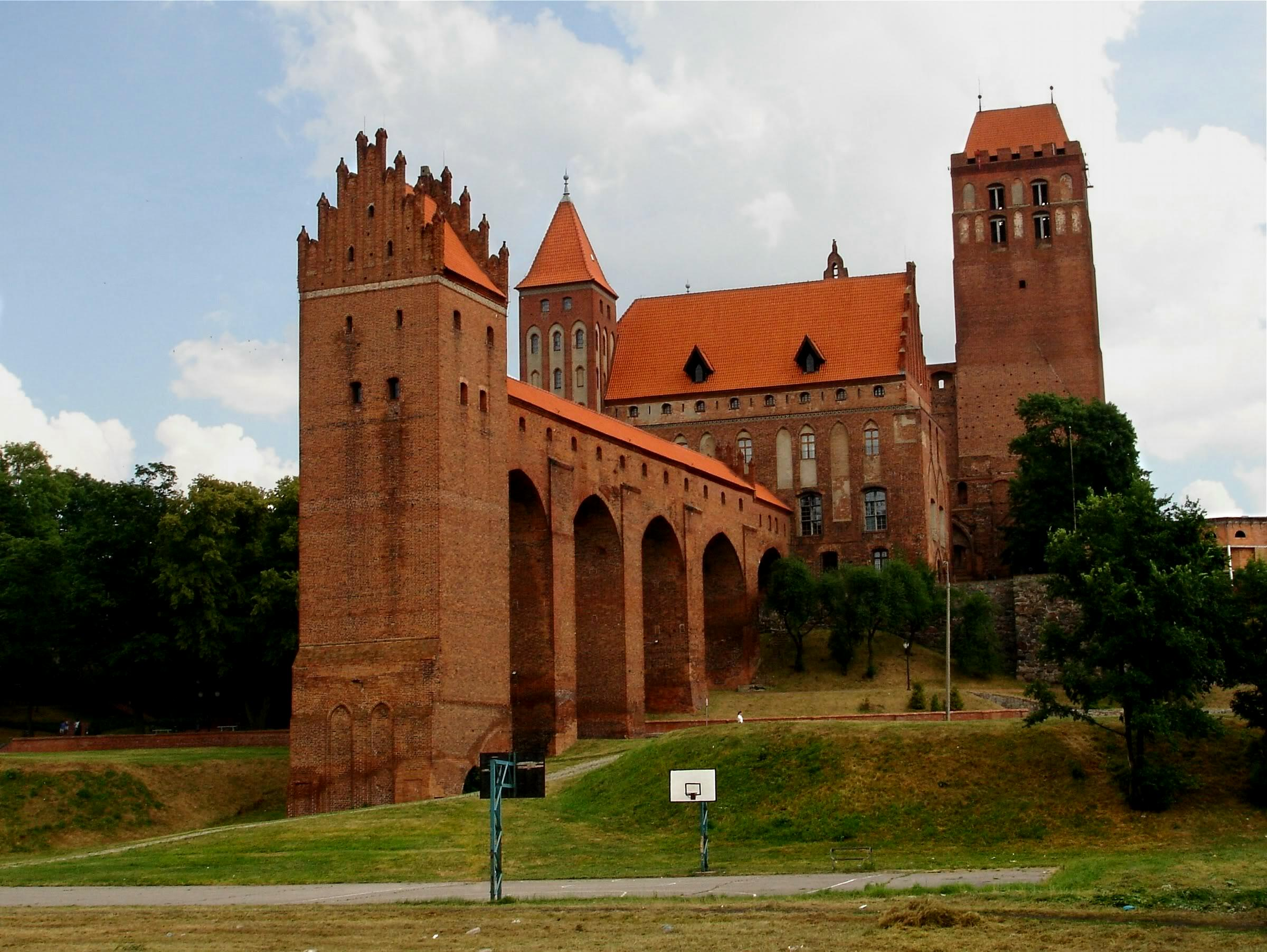
Slot Marienwerder, Kwidzyn

De bevolking die in de 13e-eeuwse oorlogen en de 14e-eeuwse pestepidemie uitgedund was, werd aangevuld met boerenkolonisten uit het Duitse Rijk en met name ook de Nederlanden. Deze kolonisten kregen bijzondere voorrechten (persoonlijke vrijheid en voor een bepaalde aanvangstijd ook belastingvrijstelling), als regel in eigen nieuw gestichte dorpen. Nadat echter deze rechten in de 16de eeuw weer grotendeels ingetrokken waren en de oude en nieuwe bevolking in rechte gelijkgesteld waren, vermengden Duitsers zich met de oorspronkelijke Pruisische bevolking. Hun Oudpruisisch was in de 17e eeuw dan ook grotendeels verdwenen. In verwante vorm bleef het als Litouws bestaan in de oostelijke districten waar zich amper kolonisten hadden gevestigd, althans niet uit Duitse landen. Aan het einde van de Duitse Ordestaat woonde naast een Pruisisch-Duitse bevolking in het midden en westen, een Litouwstalige minderheid in het oosten (Klein-Litouwen) en Koerstalige minderheden in het noorden (op de Koerse Schoorwal).
Toen Oost-Pruisen als hertogdom geseculariseerd was, in de 16de eeuw, vestigden zich Poolse boeren in de zuidelijke districten (Mazoerië) die tot dan grotendeels onbevolkt waren gebleven. Toen een pestepidemie aan het begin van de 18de eeuw het midden en oosten grotendeels had ontvolkt, werden deze gebieden met boerenkolonisten van elders herbevolkt en daaronder vormden om hun lutherse geloof uit Oostenrijk verdreven Salzburgers een bijzonder element. In deze gebieden zou het Litouws verdwijnen. Er werden dus vooral Nederduitse en (in mindere mate) Middelduitse dialecten gesproken. Na de Reformatie werd het Hoogduits geleidelijk de officiële taal van bestuur en kerk, maar op het platteland en zelfs in de grotere Hanzesteden Danzig en Elbing, bleef het Nederduits in de Nederpruisischevariant tot ver in de 19e eeuw de dagelijkse omgangstaal.

### Annexatie door Polen
Het eerst zo succesvolle bestuur had een rigide structuur en hield burgerlijke vertegenwoordigers uit de steden op afstand. Het ondervond zodoende steeds meer tegenstand in de zich ontwikkelende grotere steden, zoals Thorn, Danzig en Elbing, die naar autonomie streefden. Dat leidde tot een oorlog waarin de Poolse koningen een kans zagen om het gebied van de Orde onder hun gezag te brengen. De koning sloot met de stedelijke burgerijen overeenkomsten waarin hij hun autonomie zou gaan steunen als zij zich zouden aansluiten bij zijn pogingen om de Orde de verdrijven.
Na een eerste nederlaag voor de Orde tegen de Polen onder Wladislaus II in 1410 bij de Slag bij Tannenberg bleef de schade voor de orde nog enigszins beperkt. Een kwart miljoen gulden moest als schadeloosstelling aan de koning van Polen worden betaald. Een derde (200) van de ridders bleef dood achter op het slagveld. De grens met Litouwen werd definitief vastgesteld (en zou tot 1919 een staatsgrens blijven). Het deelgebied van de Lijflandse Orde had zich na de nederlaag in 1419 met de bisschoppelijke gebieden in Lijfland de Lijflandse Confederatie verzelfstandigd om zich beter te weer te kunnen stellen.

Slag bij Tannenberg, 1410

De interne verhoudingen verslechterden verder en in 1440 sloten 50 edelen en 19 steden, waaronder de grootste, een zogenaamde Pruisische Bond gericht tegen het centrale gezag van de Orde. Zij kozen in 1454 de Poolse koning als hun soeverein en daarop brak de Dertienjarige Oorlog (1453-1466) uit waarbij de steun van de opstandige steden Danzig, Thorn en Elbląg van groot belang was. De Orde kon zijn huursoldaten op den duur niet meer betalen en gaf hun leiders een aantal burchten als pand. Deze condottieri, vooral Bohemers, verkochten vervolgens hun panden aan de Poolse koning die daarmee zijn geo-strategische positie versterkte en optrok naar de Marienburg. Hij slaagde er niet in deze burcht in te nemen, maar in de Tweede Vrede van Thorn moet de hoogmeester zich in 1466 dan toch aan de Poolse koning Casimir IV overgeven, hem als zijn soeverein erkennen en aan Polen meer dan de helft van het Ordegebied afstaan: de Neumark en Pommerellen en Ermland, inclusief Slot Mariënburg. Dit gebied heette daarom sindsdien Koninklijk Pruisen (ook wel West-Pruisen). De grote steden werden autonome Poolse rijkssteden. Het hoofdkwartier van de Duitse Orde verhuisde naar Koningsbergen.

### Secularisatie en uiteenvallen
Zowel de meester van Lijfland als de Duitsmeester in Mergentheim maakten vervolgens aanspraak op het leiderschap van de orde. De Duitsmeester werd uiteindelijk in 1527 de leider. Hij ging toen de titels Administrator des Hochmeistersamt und Deutschmeister voeren. Het wereldlijk gebied van de Orde bestond toen nog uit Lijfland (noordelijk Letland en zuidelijk Estland en Koerland (zuidelijk Letland), plus de kleinere gebieden in het Duitse Rijk.

#### Het Balticum
De landmeester van Lijfland, Wolter van Plettenberg werd lutheraan en huwde evenals zijn ridders. Zijn domein bleef omstreden en verwoestende invallen vonden plaats van de Russen in de zogenaamde Lijflandse Oorlog. De Russen consolideerden hun veroveringen niet en Estland werd in 1581 door Zweden ingelijfd. In 1588 lijfde Polen Lijfland in. Dat duurde tot 1621 toen Lijfland door Zweden werd 'overgenomen'. De laatste meester van Lijfland, Gotthart Ketteler, had zich al eerder teruggetrokken in Koerland als hertog en Pools leenman. Estland en Lijfland zouden in 1721, nadat Zweden definitief was verslagen, door Rusland ingelijfd worden als 'de Oostzeeprovincies', ook wel de 'Baltische provincies'. Het hertogdom Koerland en Semgallen bleef het langste Pools maar zou in 1795 bij de laatste 'Poolse Deling' ook aan Rusland toevallen.

#### Oost-Pruisen
In 1525 ging grootmeester Albrecht van Brandenburg-Ansbach uit het huis Hohenzollern tot de Reformatie over, huwde en veranderde Pruisen in het erfelijke hertogdom Pruisen. Albrecht van Brandenburg moest om zijn gezag te vestigen eveneens leenman van de Poolse koning worden, maar verzelfstandigde zich en had in 1652 genoeg macht om die leensheerlijke relatie op te zeggen. Oost-Pruisen bleef bestuurd door enkele honderden orderidders, die de basis zouden gaan vormden van de latere Oost-Pruisische adel (behorende tot de zogenaamde "Junker"). Uit het nageslacht van Albrecht is het Pruisische koningschap in 1702 ontstaan nadat het zwaartepunt van het hertogdom economisch en demografisch al lang in het belangrijkere westen (Berlijn-Brandenburg) was verlegd. De naam Pruisen ging daarbij over op Brandenburg-Pruisen.
In de 19e eeuw zou het begrip Pruisen, ook gebruikt als synoniem voor "Duitsers", een pejoratieve klank krijgen. In 1945 werd het begrip Pruisen geassocieerd met de Duitse agressie in de Tweede Wereldoorlog en daarom in de ban gedaan in de Oost-Duitsland (DDR) en Polen. Pruisische geografische benamingen zijn sinds 1945 in Polen en de Sovjet-Unie vervangen door andere namen. De Duitstalige bewoners van Oost- en West-Pruisen zijn uit het gebied gevlucht, verdreven of gedeporteerd en vervangen door Polen en burgers uit andere delen van de Sovjet-Unie. Historische monumenten die naar de Duitse Orde verwijzen werden in Polen gebieden meestal gerestaureerd, maar in de Sovjet-Unie verwaarloosd en vaak opgeruimd. 

## De Duitse Orde na het verlies van de Oost-Pruisische en Baltische gebieden
Deze gebieden hoorden nooit tot het Duitse Rijk en toen zij voor de orde in de 15e eeuw verloren gingen, verzelfstandigden ze zich als seculiere feodaliteiten onder het Poolse en wat Estland betreft het Zweedse koningschap. West-Pruisen werd een autonome Poolse provincie. Oost-Pruisen een hertogdom dat zich na een eeuw los wist te maken van de Poolse koning en zich samen met Brandenburg tot een koninkrijk Pruisen verzelfstandigde. Lijfland, Koerland en Estland kwamen onder de Baltische Ridderschappen, die beurtelings onder Zweeds en Poolse koninklijk gezag stonden en uiteindelijk in de 18e eeuw als Russische provincies (de Oostzeeprovincies) werden ingelijfd.
De Duitsmeester binnen het Duitse Rijk had in de middeleeuwen geen vaste residentie. Hij verbleef meestal in de nabijheid van de keizer. In 1420 vestigde hij zich permanent in de commanderij Horneck (Gundelsheim). De Duitsmeester werd in 1494 verheven tot rijksvorst. Deze waardigheid hadden de grootmeester en de meester in Lijfland niet. Na de verwoesting van de burcht Horneck in 1525 tijdens de boerenoorlog werd de residentie in 1527 verlegd naar de commanderij Mergentheim.
In de Reformatie werd de balije van Utrecht hervormd en de balijen Saksen en Thüringen luthers. De balije Hessen werd triconfessioneel: luthers, hervormd ('reformiert') en katholiek. De balije Utrecht bestaat nog steeds als een protestantse charitatieve ridderorde.
In 1797 gingen de bezittingen op de linker Rijnoever aan Frankrijk verloren. Paragraaf 26 van de Reichsdeputationshauptschluss van 25 februari 1803 stelde de orde schadeloos met de stichten, abdijen en andere kloosters in Vorarlberg en Württemberg, in zoverre ze niet rechtstreeks onder keizerlijk rijksgezag stonden (rijksonmiddellijk). Hiervan uitgezonderd waren de geestelijke goederen in de Breisgau (Baden).
In paragraaf 12 van de Vrede van Presburg van 26 december 1805 werd het grootmeesterschap erfelijk verbonden met het huis Habsburg met behoud van het meesterdom Mergentheim. Het stond de keizer vrij een prins uit zijn familie als grootmeester aan te wijzen. In paragraaf 8 werd de commanderij Mainau bij het keurvorstdendom Baden gevoegd.
In artikel 4 van de Vrede van Schönbrunn van 14 oktober 1809 deed de grootmeester afstand van alle bezittingen van de orde in de door de Fransen ingerichte vazalstaat Rijnbond. De rijke commanderijen droeg men over aan de bestaande Duitse vorstendommen zodat ze niet meer konden genieten van exemptie of onttrekking aan de feodale of diocesane hiërarchie.
In 1918 na de Eerste Wereldoorlog en de val van de keizerrijken in Duitsland en Oostenrijk-Hongarije was het voortbestaan van de orde in gevaar. De laatste ridder werd in 1923 geslagen. Grootmeester aartshertog Eugenius van Oostenrijk trad in 1929 af en de orde werd in dat jaar veranderd in een religieuze orde. Van dan af verloor de orde haar politieke betekenis en legde men zich toe op religieuze en charitatieve kerntaken. De orde is katholiek en bestaat uit priesters, kloosterzusters, ereridders en de oude ridders "Alt Marianer" geheten. Ook nu nog worden prominente katholieken als ereridders in deze orde opgenomen.
Na het herstel van de Nederlandse onafhankelijkheid in 1814 werd ook de balije van Utrecht bij wet hersteld. De orde kreeg ook een deel van het door de Fransen ontnomen landbezit terug. Dit was destijds in opdracht van keizer Napoleon I genaast.

### Nazi-Duitsland
De nationaalsocialisten annexeerden het concept van de Duitse Orde, uiteraard los van de instellingen die er de erfgenamen van waren, en lijfden het in binnen hun eigen 'Weltanschauung'. Zij achtten hun eigen ideologie de geestelijke uitdrukking van het Wezen waaruit de orde in de middeleeuwen was ontsproten. Een uiting daarvan was de oprichting van kaderscholen voor de nazi-elite in speciaal opgerichte zogenaamde 'Ordensburgen'. De architectuur en de ligging van deze grote gebouwencomplexen verwezen naar de middeleeuwse burchten in Pruisen. De Duitse Orde werd overigens door de nationaalsocialisten in 1938 verboden.

### De orde rond de laatste eeuwwisseling
Van 1988 tot 2000 bekleedde Arnold Wieland de functie van grootmeester. De in 2000 gekozen Hochmeister Bruno Platter trof een moeilijke erfenis aan, door verkeerde investeringen had de ooit schatrijke Duitse Orde in Duitsland 200 miljoen euro schuld opgebouwd. Dat had tot een strafrechtelijk onderzoek van de Duitse justitie wegens de verdenking van fraude en politiek schandaal geleid want de oppositiepartijen in Beieren hielden ook de toenmalige Beierse minister-president Edmund Stoiber, een ereridder in de Duitse Orde, daarvoor verantwoordelijk. Uiteindelijk schoot de Beierse staat de orde te hulp. De Duitse Orde bezuinigde en er werd onroerend goed verkocht.
In 2010 was de orde weer solvabel, maar het bleef moeilijk om het charitatieve en medische werk van de orde te financieren. De orde kampte ook met een tekort aan jonge priesters. In 2011 telde de orde wereldwijd 284 religieuzen en een 700-tal lekenleden, de zogenoemde familiaris.
In augustus 2018 werd Frank Bayard tot grootmeester verkozen.

### Ereridders van de Duitse Orde
Eind 2011 vond in de kerk van Alden Biesen in besloten kring de investituur plaats van prins Lorenz van Oostenrijk-Este door grootmeester abt Bruno Platter waardoor hij ereridder werd van de Duitse Orde. Tot op heden is er een zestal ereridders.

## Studie over de Duitse Orde
De Internationale historische Kommision zur Erforschung des Deutschen Ordens onder het voorzitterschap van Udo Arnold legt zich toe op onderzoek over de thematiek van de Duitse Orde van de 12e eeuw tot op heden. De commissie beklemtoonde dat de politieke en spirituele invloed van de Duitse Orde destijds reikte van het Heilig Land tot aan het Balticum en West-Europa. Men gaat ervan uit dat een Europese geschiedenis geen nationale kan zijn.
Het Historisch Studiecentrum Alden Biesen, gevestigd in de landcommanderij Alden Biesen is een organisatie die het onderzoek naar de geschiedenis van de Duitse Orde in het Maas-Rijn gebied bevordert. Dit centrum werkt nauw samen met de eerder genoemde commissie en het Centraal Archief van de Duitse Orde te Wenen.

## Wetenswaardig
Het kenteken van de Duitse Orde is een zwart kruis op een witte achtergrond. Ze werden net als bijvoorbeeld de Tempeliers en de Johannieters kruisridders genoemd, en lagen destijds hoofdzakelijk gelegerd in Jeruzalem. De kleuren zwart en wit zijn later de vlag van Pruisen gaan vormen.
De Duitse Orde bestond uit twaalf verschillende balijen of landcommanderijen in het Duitse Rijk: Alden Biesen, Utrecht, Bohemen, Oostenrijk, Bozen, Elzas-Bourgondië, Thüringen, Saksen, Lotharingen, Koblenz, Marburg/Hessen, Westfalen en Franken met aan het hoofd een landcommandeur. Een landcommanderij bevatte op zijn beurt verschillende commanderijen. Op het toppunt van haar macht beheerde de Duitse Orde een driehonderdtal commanderijen.
De Ridderlijke Duitsche Orde Balije Utrecht werd in de 18e eeuw in de geest van de Verlichting grondig hervormd en economisch levensvatbaar gemaakt door graaf Unico Wilhelm van Wassenaer. Deze organisatie bestaat als protestantse ridderorde tot op de dag van vandaag.

## Kruisen en eretekens

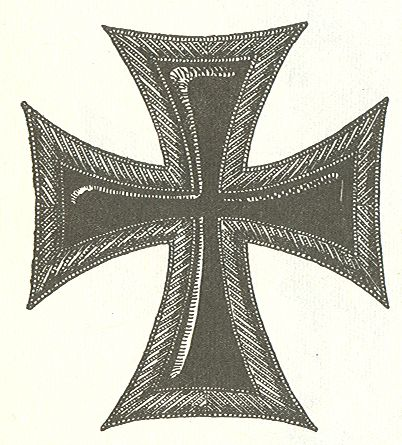
Borstkruis van de Duitse Orde
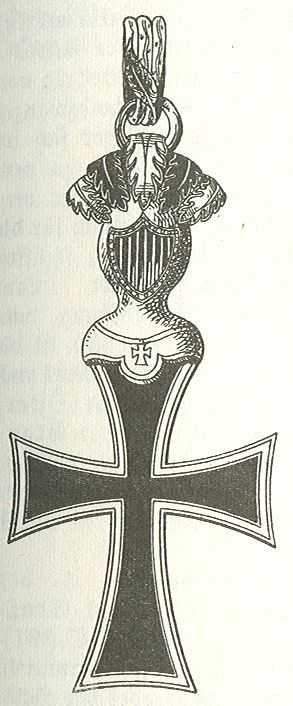
Ereridderkruis Duitse Orde
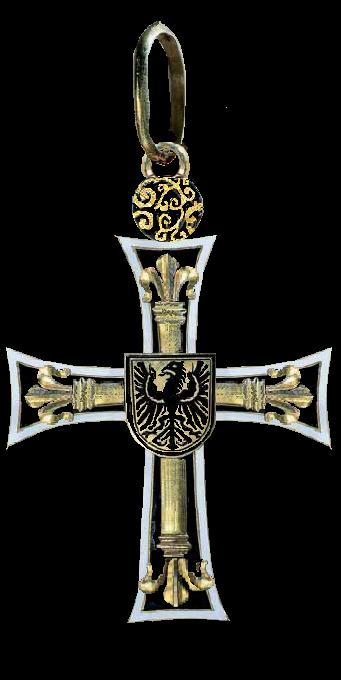
Halskruis van een Deutsch und Hochmeister.
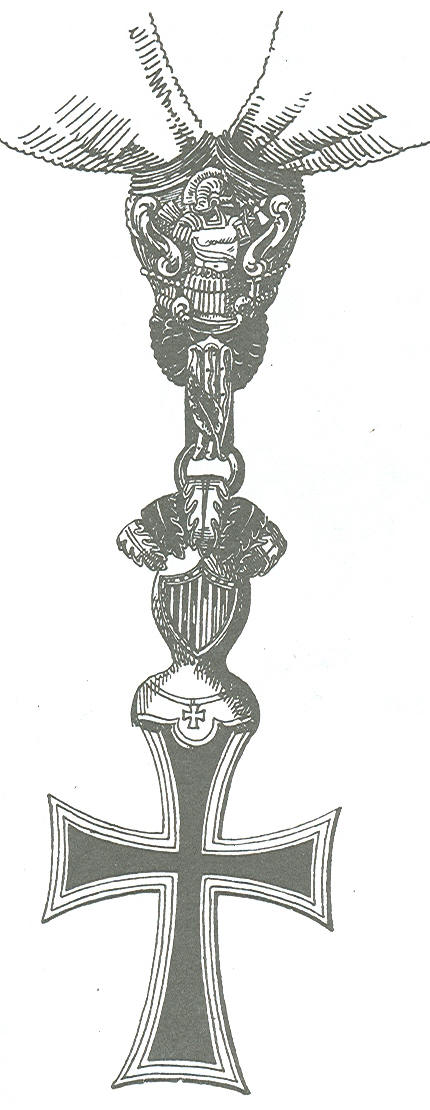
Het juweel van een Rechtsridder. Tekening van Maximilian Gritzner, 1893.
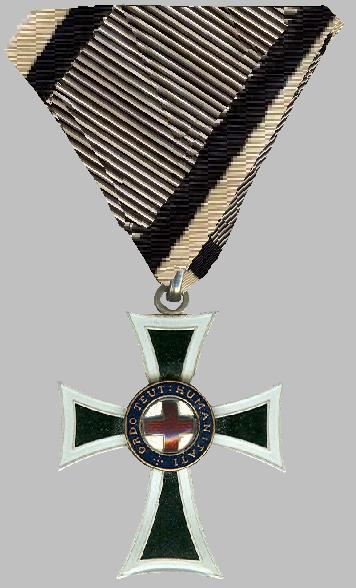
Het kruis van een lid van de Orde, het "Marianer Herrenkreuz". Particuliere collectie, Groningen

Het Grootprioraat Bohemen van de Soevereine Militaire Hospitaalorde van Sint-Jan van Rhodos en Malta · De Duitse Orde · De Orde van het Kruis met de Rode Ster · De Hospitaalorde van Sint-Joris in Karinthië · De Orde van de Vlecht · De Orde van het Gulden Vlies · De Orde van de Adelaar · De Orde van de Heilige Joris in Karinthië · Orde van de Discipline en de Witte Adelaar

Zie ook: Ridderorden in Oostenrijk